# جورج هربرت ووكر
جورج هربرت ووكر (بالإنجليزية: George Herbert Walker)‏ (و. 1875 – 1953 م) هو مصرفي من الولايات المتحدة الأمريكية ولد في سانت لويس، ميزوري.
وهو عضو في الحزب الديمقراطي الأمريكي .

## التعليم
تعلم في جامعة واشنطن في سانت لويس، وجامعة ييل.